# Jay Silvester

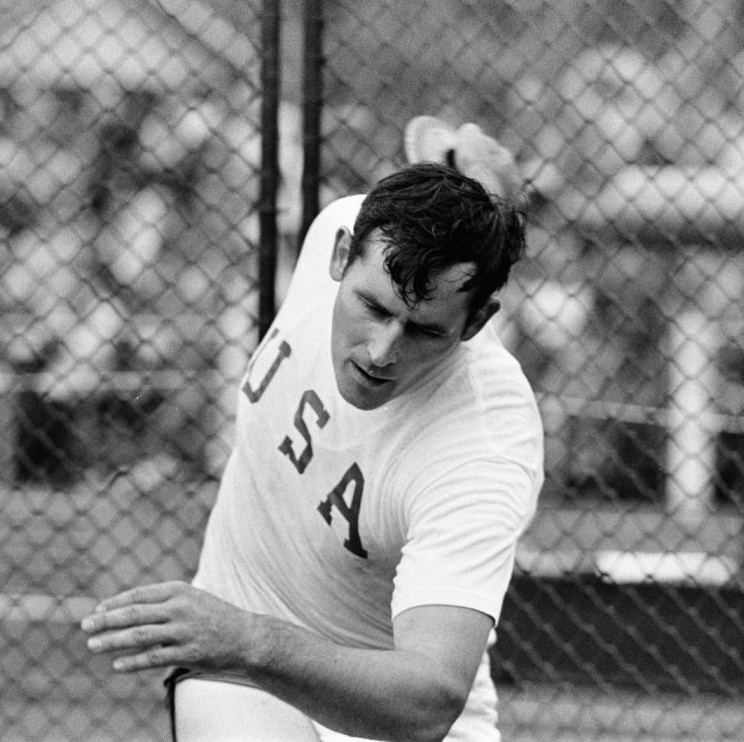
Jay Silvester

Jay Silvester (* 27. Juli 1937 in Trementon, Utah) ist ein ehemaliger US-amerikanischer Leichtathlet, der in den 1960er und 1970er Jahren im Diskuswurf erfolgreich war. Seit den späten 1950er Jahren hatte er sich kontinuierlich gesteigert:
| Jahr      | 1957  | 1958  | 1959  | 1960  | 1961  | 1962  | 1963  |
| Weite (m) | 52,54 | 55,37 | 56,08 | 58,19 | 60,72 | 60,85 | 62,37 |

Im Schatten von Al Oerter stehend, gewann er jedoch nur vier amerikanische Meisterschaften:
| Jahr      | 1961  | 1963  | 1968  | 1972  |
| Weite (m) | 59,64 | 60,64 | 62,10 | 64,32 |

## Karriere
Am 11. August 1961 in Frankfurt gelang ihm mit 60,56 m der erste offizielle Wurf über 60 Meter. (Seine beiden Landsleute Rink Babka und Al Oerter hatten zwar bereits Weiten von über 61 Meter erzielt, die jedoch auf Grund von Formfehlern nicht als Weltrekord anerkannt worden waren). Nur wenig später, am 20. August 1961 in Brüssel, ließ er mit 60,72 m den zweiten Weltrekord folgen. Am 9. September 1961 warf Jay Silvester in Los Angeles sogar sensationelle 64,06 m, denen die Anerkennung als Weltrekord aber versagt bleiben musste, weil das Gelände abschüssig war. Am 27. April 1963 erzielte er sogar 65,20 m – beim Einwerfen. Dafür gelang ihm ein regulärer 60-Meter-Wurf bei den britischen AAA-Meisterschaften 1962 in London (60,85 m), aber inzwischen hatte Al Oerter den Weltrekord bereits auf 61,10 m geschraubt.
Jay Silvester nahm an vier Olympischen Spielen teil. Beinahe wären es fünf geworden, aber 1960 musste er als Vierter der US-Ausscheidungen (58,19 m) zu Hause bleiben. 1964 gewann er zwar die Ausscheidungswettkämpfe vor Al Oerter, wurde jedoch bei den XVIII. Olympischen Sommerspielen 1964 in Tokio im letzten Durchgang von seinem Erzrivalen noch von Platz 3 verdrängt. In der Folgezeit war er Al Oerter bei 33 Duellen 20 Mal unterlegen, erlebte im Jahr 1968 jedoch einen neuerlichen Aufschwung. Nachdem er am 25. Mai 1968 in Modesto und am 18. September 1968 in Reno mit 68,07 bzw. 68,40 m den zwei Jahre alten Weltrekord des Tschechen Ludvík Daněk zweimal verbessert hatte (seine Serie in Reno: 68,40 m – 66,15 m – ungültig – 67,97 m – 63,09 m – 66,75 m), galt er als Favorit für die XIX. Olympischen Sommerspiele 1968 in Mexiko-Stadt, zumal er Al Oerter in 7 Begegnungen, darunter auch die Olympiaausscheidungen, 6 Mal hatte besiegen können. In der Qualifikation warf er mit 63,34 m olympischen Rekord. Über die im anschließenden Vorkampf erzielten 61,78 m kam er jedoch nicht mehr hinaus, so dass er nur Fünfter wurde. Bei den XX. Olympischen Sommerspielen 1972 in München war der inzwischen 35-jährige dann endlich erfolgreich: Seine beste Weite von 63,50 m brachte ihm die Silbermedaille ein.
Der Ruhm, der erste 70-Meter-Werfer zu sein, blieb Jay Silvester gleich zweimal versagt. Die von dem Schweden Ricky Bruch am 17. April 1971 in Malmö erzielten 70,12 m wurden zu Recht nicht anerkannt, da sich der Diskus beim Nachwiegen als zu leicht herausgestellt hatte. Die Anerkennung der von Jay Silvester erzielten Weiten von 70,38 m (16. Mai 1971 in Lancaster) und 70,04 m (10. Juni 1971 in Ystad) scheiterte jedoch an bloßen Formfehlern – die Wettkämpfe waren nicht ordnungsgemäß angemeldet worden. In der Folgezeit bestritt Jay Silvester noch 40 Wettkämpfe, aber ein weiterer 70-Meter-Wurf gelang ihm nicht mehr.
Jay Silvester beendete seine lange Karriere im Jahr 1976. Bei den XXI. Olympischen Sommerspielen 1976 in Montreal konnte er zum vierten Mal einen olympischen Endkampf erreichen und sich mit 61,98 m als Achter platzieren.
Er war dreimal (1961, 1963 und 1970) beim ISTAF in Berlin erfolgreich.
Jay Silvester ist 1,89 m groß und wog in seiner aktiven Zeit 120 kg.
Er arbeitete zunächst als Chemiker, später dann als Versicherungsagent und schließlich als Professor für Sport an der Brigham Young University.

## Erfolge

### Olympische Spiele
- XVIII. Olympische Sommerspiele 1964 in Tokio: Vierter mit 59,09 m (Siegesweite von Al Oerter: 61,00 m)
- XIX. Olympische Sommerspiele 1968 in Mexiko-Stadt: Fünfter mit 61,78 m (Siegesweite von Al Oerter: 64,78 m)
- XX. Olympische Sommerspiele 1972 in München: SILBER mit 63,50 m hinter dem Tschechen Ludvík Daněk mit 64,40 m und vor dem Schweden Ricky Bruch mit 63,40 m
- XXI. Olympische Sommerspiele 1976 in Montreal: Achter mit 61,98 m (Siegesweite des Amerikaners Mac Wilkins: 67,50 m)

### Weltrekorde
- 60,56 m am 11. August 1961 in Frankfurt am Main
- 60,72 m am 20. August 1961 in Brüssel (ein Jahr später von Al Oerter auf 61,10 m verbessert)
- 66,64 m am 25. Mai 1968 in Modesto (Verbesserung des 2 Jahre alten Rekords von Ludvík Daněk um 47 cm)
- 68,40 m am 18. September 1968 in Reno (erst vier Jahre später von Ricky Bruch eingestellt)